# دکس نوو
دکس نوو (به انگلیسی: dax novu) یک شخصیت خیالی ابرشرور در کتاب‌های کامیک آمریکایی منتشر شده توسط دی‌سی کامیکس است. این شخصیت توسط نویسنده بزرگ گرنت موریسون خلق شده وبرای اولین بار درشماره ۲ از مجموعه بحران نهایی: سوپرمن فراتر(۲۰۰۸) حضور پیدا کرد. اوابتدا توسط مانیتور ذهن اوور وُید برای بررسی دنیای دیسی و داستان‌ها آورده شد اما پس ازکشف ماهیت واقعی مانیتورها قرار گرفتن درمعرض «بلید» به اولین مندراک تبدیل شدوقصد نابود کردن تمام خلقت دنیای دیسی و تغذیه کردن ازتمام داستان‌های خلقت را داشت اما توسط کازمیک آرمور سوپرمن (موجودی که از اوور وُید متولد شد ومحافظ دنیای دیسی بود) درخارج از دنیای دیسی شکست خورد وبه اوور وید فرستاده شد.
مندراک عنوانی است که به قوی‌ترین در میان مانیتورها داده می‌شود و معمولاً به یک فرد شرور داده می‌شود.

## تاریخچه
دکس نوو نه تنها اولین مندرک بلکه اولین و قویترین و بزرگترین و باهوشترین مانیتور به‌طور کلی بود. او در خلقت حرکت کرد و بلید را مطالعه کرد و نقش چشم‌های اوور وُید را ایفا کرد. سرانجام، این امر منجر به کشف ماهیت واقعی مانیتورها می‌شود و تلاش او برای آگاه ساختن آنها از سوی دیگر، به نوبه خود منجر به محرومیت وی توسط بقیه نوع خود می‌شود. او بعداً به مصرف بی‌رویه و قرار گرفتن در معرض بلید روی آورد، که هم ذهن و هم بدن او را خراب کرده و او را به صورت دائمی به شکل اسکلتی خراب شده تبدیل کرد.
روکس اوگاما دوست دکس بود و همچنین یکی از تنها کسانی بود که به هشدارهای دکس گوش داد. پس از شکست خوردن دکس نوو به دست کازمیک آرمورسوپرمن اوبه اُور ووید فرستاده شد اما هوشیاری او در درون روکس نمایان شد، که به دلیل قرار گرفتن در معرض بلید در بحران نهایی، قدرت (درسطح ضعیفتر) و شکل مندراک را به دست آورده بود. در این حالت، مندرک با اسپکتر (روح انتقام وخشم پرزنس)و رادیانت(روح رحمت وبخشش پرزنس) مبارزه کردو آنهارا باهم شکست دادو کشت!، اما پس از آن روکس اوگاما که از دکس نوو ضعیفتربود توسط پسرش و گردهمایی چند جانبه ارتش خدا (فرشته‌ها) فانوس‌های سبز و سوپرمن‌ها شکست خورد.

### آنکسپکتد
پس ازاینکه دکس نوو فول پاور از کازمیک آرمور سوپرمن شکست خورد وبه درون اور ووید افتاد دراونجا اور وید به دفعات بیشمار سعی کرد اورا پاک و حذف کنداما بی فایده بودو دکس نوو هنوزم وجود داشت تنهانتیجه مثبت این بود که توانست دکس نوو را درون مولتیورس تاریک بسیار ضعیف کند دراین رویداد هم گروه آنکسپکتد دریک درگیری با دکس نوو به زور وبا چندین کشته تنها توانست عطش دکس نووی بسیارضعیف راکمتر کند وبه ماده تاریک تغییر دهد واورا دوباره بفرستد.

## کشته شدن خدا توسط دکس نوو
- در کمیک‌های دنیای دیسی اشاره شد که جنگی در بهشت شکل گرفته وشَر و بدی پیروز شده.[۳]
- فرشته ای بازمانده ونجات پیدا کرده ازجنگ به دیدار از قهرمانان آمد و اظهار داشت که خانه اش(بهشت) توسط دشمن نهایی(مندراک دکس نوو) نابود شده.(طبق نقشه دیسی پرزنس در بهشت ساکن است بدین معنا که مندراک درپی نابود کردن بهشت تونسته پرزنس روهم بکشه)
- درکمیک (بحران نهایی:افشا) رادیانت(تجسم رحمت و بخشش خدا) گفته:او و اسپکتر نمی‌میرند و تنها درصورتی به شکل ابدی می‌میرند که خالق آن‌ها ینی پرزنس نیز کشته شود درغیراین این صورت آنها دوباره به زندگی بازمی‌گردند، همین‌طور شخصیت قابیل به اسپکتر (تجسم انتقام وخشم خدا) و رادیانت(تجسم رحمت و بخشش خدا) گفته: «خدای شمامُرده و دیگه خدا وجود نداره» و زمانی که رادیانت به درگاه خداوند(پرزنس) دعا کرده ودرخواست کمک کرد، دیگه خدایی وجود نداشت تابه دعاهای رادیانت پاسخ دهد، درشماره آخر کمیک بحران نهایی اسپکتر ورادیانت کشته شدند و دیگر زنده نشدند.[۴]
- درکمیک بحران نهایی روکس اوگاما گفته که خدای درحال مرگ جهان رو شکسته، زخمی و بی دفاع رها کرده و در اعماق تاریکی بی پایان سقوط کرده جایی که مندرک در آن‌جا ساکن بود، در ادامه ارتش خدا برای گرفتن انتقام مرگ خدا، سوپرمن‌های مولتیورس و سپاه فانوس سبز به همراه نایکس اوتان اومده وروکس اوگاما راکه درحال برنامه‌ریزی برای بازگرداندن مندرک دکس نوو بود را کشتند.[۵]
- نکته: تمامی موارد ذکر شده درکمیک های مربوط به بحران نهایی اتفاق افتاده.

## توانایی‌ها وقدرت‌ها
او اصیل‌ترین و قدرتمندترین مانیتور است، موجوداتی که جهان چند بُعدی بینهایت دیسی را به‌گونه‌ای می‌پندارند که انگار یک میکروب است و گفته می‌شود که او تهدیدی برای همه هستی وخلقت است. از اور ووید وارد آفرینش شد، و کازمیک آرمور سوپرمن موجود دیگری که از اور ووید و در آن متولد شد، لازم بود که او را شکست دهد. او به‌طور اشتباهی زیلو والا را به پوسته کبابی تبدیل کرد. او پس از رسیدن به آفرینش، در کره مانیتورها (بالاترین و اساسی‌ترین سطح هستی در کیهان‌شناسی نویسنده بزرگ گرانت موریسون) و جایی که شکل و معنا خود را «تسلیم به اور ووید» می‌کنند، حفر شد. لیمبو، صفحه‌ای از هستی است که هر جنبه‌ای از آن با «عدم» تعریف می‌شود و حافظه و فیزیک در همه سطوح هستی از هم می‌پاشند، به‌عنوان یک فریزبی فضایی صاف در آنجا دیده می‌شود. نبرد او وکازمیک آرمورسوپرمن باعث تخریب شدید ونابود شدن کره مانیتورها شد تا جایی که اور ووید صرفاً به عنوان آسیب جانبی در طول نبرد او باکازمیک آرمور سوپرمن قابل مشاهده باشد. او توسط خود اور ووید برای بررسی دنیای دیسی (مولتیورسها) و داستان‌ها آورده شد.
ابعاد بینهایت مولتیورس برای اومثل میکروب است و می‌تواند در مورد اور ووید وکره مانیتورها مانور دهد. ناوشکن‌های مانیتور با ابعاد بالاتر برای اومثل فناوری نانو هستن اوجاودانه است. از دیگر مانیتورها برای باور به وجودش استفاده می‌کرد (او هرگز کشته نمی‌شود) می تواند فوراً خود را با هر مانعی تطبیق دهد و در صورت مواجهه با مشکل، روشهای جدیدی برای حمله ایجاد کند. دائماً در حال سازگاری با قدرت و قدرت کازمیک آرمور سوپرمن بود، که کازمیک آرمورسوپرمن هم همین کار را در مورد مندراک انجام می‌داد، مانندیک خدای واقعی خودش را بازسازی می‌کند!بعداز سقوط درون اوور وید توسط خود اور مانیتور بیش از حد پاک شد(ینی اور وویدسعی کرداو راپاک وحذف کند ولی نتیجه ای نداد) اما نشان داده شد که هنوز در اطراف است وزنده است با این حال، این او را مجبور به شکل بسیار ضعیفی در داخل مولتیورس تاریک کرد، اووجود انتزاعی نیز دارد که نماینده همه مفاهیم بدخواهانه مانند شکار، تخریب، نیستی، شر و غیره است اومانند کازمیک آرمور سوپرمن صدای ضربان قلب لوییس لین را از کره مانیتورها شنیداو ازهرچیزی آگاه است! میتواتدتلپورت کنداو از هیچ جا چندین بار در هر دو بدنش ظاهر شد! میتواندهمه ابعاد بالاتررا دستکاری کند همه ابعاد بینهایت مولتیورس برای او ناچیز است و در حال مصرف آنها بود، ناوشکن‌های مانیتور با ابعاد بالاتر برای او فناوری مثل نانو هستند. به عنوان سطح غیرجسمانی حضور دارد در سطحی از هستی وجود دارد که در آن فیزیکال و شکل معنایی ندارد و درست مانند مانیتورها، او از اندیشه ناب ساخته شده‌است. توانایی دستکاری داستان کامیک رادارد اوکتاب بی‌نهایت را بازنویسی کرد تا در پایان پیروز شود، داستانی فراتر از آن را کنترل کرد، داستانی فراتر از آن‌هایی که ناظران بیش‌از مشاهده کرده بود، در نبردش با کازمیک آرمورسوپرمن، عنوان شده بود که ویرایشگر است ومی‌خواهد دنیای داستانی سوپرمن را نابود کند، او داستان‌ها را در مقیاس خلقت تغذیه می‌کرد و اولین مانیتور است نژادی از موجوداتی که گفته می‌شود داستان‌نویس هستند. می‌تواند وجوددیگران پاک ومحو کنداو تهدید به نابودی مفهوم سوپرمن کرد واز داستان‌ها تغذیه می‌کرد و تهدید به نابودی دنیای خیالی/داستانی سوپرمن کرد! می‌تواند مفهوم وواقعیت را دستکاری کندوتغییر دهد واقعیت را در سطح انتزاعی مصرف می‌کند، می‌تواند با کازمیک آرمورسوپرمن با ایده‌های تسلیحاتی مبارزه کندو به کازمیک آرمورسوپرمن آسیب وارد کند، اندازه بزرگ، پرواز، آسیب‌ناپذیری، بکارگیری هرنوع انرژی، دورجنبی، تلپاتی، تغییر اندازه، دستکاری ذهن، دستکاری بیولوژیکی دیگران ازجمله دیگرتوانایی‌های او است. اون مقاومت دربرابر دستکاری مفهومی روداره می‌تواند در برابر حملات مفهومی خود کازمیک آرمور سوپرمن مقاومت کند و در مقابل مانیتورهای دیگر به راحتی مقاومت کند، مقاومت دربرابر دستکاری داستان رو داره در برابر تلاش‌های زیلو والا برای اینکه او را در خواب نگه دارد و پایان خوشی بنویسد داشت، دائماً در حال توسعه شمارنده‌های جدید و راه‌هایی برای مقاومت در برابر دستکاری داستان کازمیک آرمور سوپرمن بود، مقاومت دربرابر دستکاری زمان و دستکاری ذرات و دستکاری وتغییر واقعیت رو داره در کره مانیتورها یک حوزه وجود داره که فراتر از فیزیک، فضا، زمان و واقعیت که شکل و معنا هیچ تأثیری بر آن ندارند و همه چیز بر اساس اندیشه محض آشکار میشه. اودارای قدرت ترکیبی از بلید ۵۲ جهان وقدرت ابدیت است.